# Sophie Nyweide
Sophie Nyweide (8. července 2000 Burlington – 14. dubna 2025) byla americká herečka, která se nejvíce proslavila rolí ve filmu Mamut (2009).

## Životopis
Sophie Nyweide se narodila 8. července roku 2000 herečce Shelly Gibson.
Svou první filmovou roli si zahrála v šesti letech ve filmovém dramatu Bella z roku 2006, ve kterém ztvárnila stejnojmennou postavu Bellu. Následně si zahrála například ve filmech Svatba podle Margot (2007), nebo Noe (2014). Nejvíce se proslavila filmem Mamut z roku 2009, kde hrála postavu Jackie. Poté následovaly menší či epizodní role, jako například v detektivním seriálu Zákon a pořádek.
V letech 2015 až 2017 byla zapsána v léčebném centru pro dospívající v Utahu, kam ji umístila její matka, herečka Shelly Gibson. Podle prohlášení rodiny Sophie zůstávala v léčebných zařízeních až do svých 18 let. S léčbou nesouhlasila a její rodina později přiznala, že jí způsobila značné citové trauma.
Zemřela 14. dubna 2025 v Manchesteru ve státě Vermont ve věku 24 let. Oficiální příčina smrti nebyla odhalena. V době smrti byla těhotná.

## Filmografie (výběr)

### Filmy
- Bella (2006) – Bella
- Svatba podle Margot (2007) – dcera
- Mamut (2009) – Jackie Vidales
- Neviditelný symbol (2010) – Lisa Venus
- Noe (2014) – mladší sestra

### Televize
- Zákon a pořádek (2007) – 1. epizoda